# Holochelus aschhabadensis
Holochelus aschhabadensis är en skalbaggsart som beskrevs av Nonveiller 1965. Holochelus aschhabadensis ingår i släktet Holochelus och familjen Melolonthidae. Inga underarter finns listade i Catalogue of Life.